# Kate Trotter
Kate Trotter (Toronto, 5 de febrero de 1953) es una actriz canadiense de teatro, cine y televisión.

## Carrera
Sus apariciones en televisión incluyen producciones como Wild Roses, Covert Affairs, Lost Girl, The Newsroom, Paradise Falls, Earth: Final Conflict, Kung Fu: The Legend Continues, The Jane Show, Republic of Doyle, Blue Murder, Murdoch Mysteries, Friday the 13th: The Series, Sue Thomas F.B. Eye y The Ray Bradbury Theater (The Playground).
Ha aparecido en películas como Beyond Borders, Joshua Then and Now, Martha, Ruth and Edie, Murder in the Hamptons, Glory Enough for All, The First Season, Murder in Space, Taking a Chance on Love, Clarence, Tru Love y The Silence. Ganó un Premio Gemini en la categoría de mejor actriz invitada en una serie dramática por su participación en la serie Blue Murder en 2003.